# Walhalla im Exil
Walhalla im Exil ist ein freies Theater mit dem Schwerpunkt Performancekunst in Wiesbaden.

## Geschichte
Der Vorgänger, das Theater Walhalla am Mauritiusplatz, wurde 2007 von der Stadt Wiesbaden gekauft und bis Ende 2016 von Manfred Kranich und seiner Familie weiterbetrieben. Nach dem unfreiwilligen Auszug wurde das Theater Walhalla im Exil 2017 von Sigrid Skoetz und ihrer Tochter Marie Zbikowska in der Wiesbadener Nerostraße eröffnet.
Es hat sich als Experimentierfeld für innovative, performative Ansätze etabliert. Zusätzlich gibt es Veranstaltungen für Kinder, interdisziplinäre Projekte und Musik- sowie Filmabende. Auf der Bühne waren unter anderem die Schauspieler Llewellyn Reichman und Paul Simon zu sehen.

## Inszenierungen
- 2018: Heiner Müller: Die Hamletmaschine, Regie: Sigrid Skoetz
- 2019: Nach Dj Stalingrad: Exodus, Regie: Sigrid Skoetz
- 2019: Nach William Shakespeare: Macbeth Performance, Regie: Sigrid Skoetz
- 2020: Nach Elias Canetti: The Death Game (nach Die Befristeten), Regie: Sigrid Skoetz